# Benromach
 (janvier 2024).
Benromach est une distillerie de whisky située dans le Speyside en Écosse. Elle a été fondée par Duncan McCallum et F.W. Brickman en 1898, propriété de Gordon & Macphail, embouteilleur indépendant basé à Elgin. La distillerie est basée à proximité de Forres dans le Moray et tire son eau de la source Chapelton qui descend des Romach Hills.

## Histoire

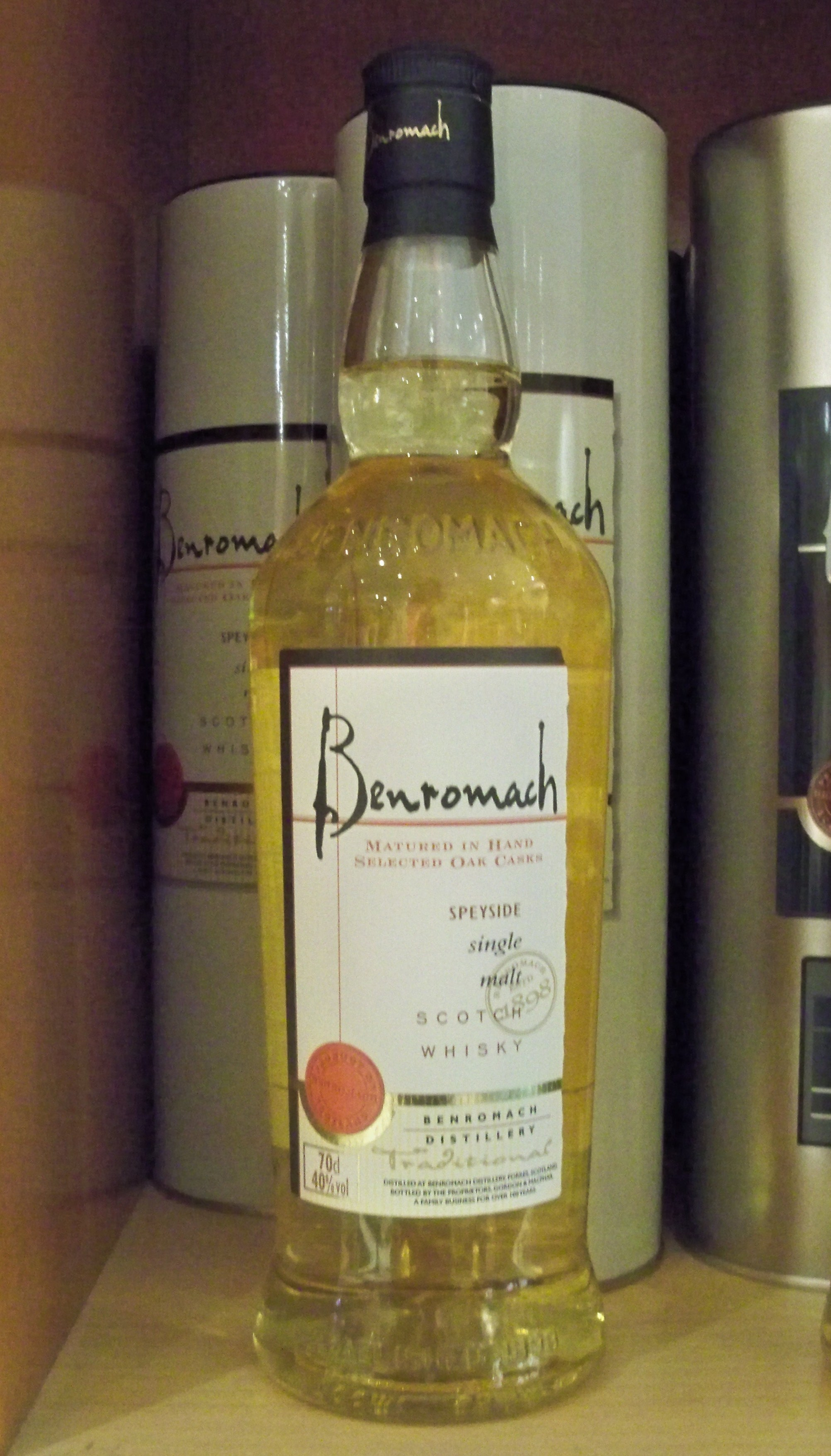
Bouteille de Benromach

Duncan MacCallum et F.W. Brickmann fondent la distillerie Benromach en 1898. Duncan MacCallum était auparavant employé à la distillerie Ben Nevis à Campbeltown et FW Brickmann était détaillant en spiritueux à Leith à Édimbourg.
Même si la construction de la distillerie date de 1898, la production ne commença qu’en 1900 à cause de la crise du whisky que traversait l'Écosse ces années là. La distillerie ferma même en 1901 pour raisons financières.
En 1911, Benromach fut rachetée par l’entreprise londonienne Harvey McNairn and Co qui distilla jusqu’au début de la première guerre mondiale. Après la guerre, Benromach fut rachetée par Benromach Distillery Ltd qui en fut le propriétaire jusqu’en 1925.
En 1938 Benromach devint la propriété de Associated Scottish Distilleries Ltd (qui devait devenir ensuite une partie de Scottish Malt Distillers Ltd). Entre 1966 et 1974, la distillerie fut modernisée et continua à produire jusqu’en 1983, date à laquelle elle fut fermée.
En 1993, l’embouteilleur indépendant Gordon & Macphail, rachète le site et réorganise la production. La distillerie fut officiellement rouverte par le Prince de Galles et l’embouteillage de la production commença en 2004. Chaque année Benromach produit entre 150 000 et 250 000 litres d’alcool.